# Kryčaŭ
Kryčaŭ (bělorusky Крычаў, rusky Кричев – Kričev) je město v Mohylevské oblasti v Bělorusku, správní středisko Kryčaŭského rajónu. K roku 2017 mělo zhruba šestadvacet tisíc obyvatel.

## Poloha a doprava
Město leží na východě státu na řece Soži, levém přítoku Dněpru. Bělorusko-ruská státní hranice prochází jen zhruba dvacet kilometrů severovýchodně od města.
Kryčaŭ je železničním i silničním dopravním uzlem. Železniční trať odtud vede na severozápad přes Horki do Orši, na západ do Mohyleva i na jihovýchod do Uněči v Brjanské oblasti Ruské federace.

## Rodáci
- Aksana Miankovová (*1982), kladivářka